# Franciska Clausen
Franciska Clausen, född 7 januari 1899 i Aabenraa på Sønderjylland i Danmark, död 5 mars 1986 på samma plats, var en dansk målare.
Då Åbenrå (Apenrade) tillhörde Tyskland på den tiden fick hon sin första utbildning i Weimar på Grossherzogliche Kunstschule år 1916–1917 och på Frauenakademie i München 1918–1919 innan hon år 1920 kom till Kunstakademiet i Köbenhamn. Hon kom i kontakt med den moderna konsten genom studier hos Hans Hofmann i hans atalje i München år 1921–1922 och genom bekantskap med Laszlo Moholy-Nagy, en av konstruktivismens ledande personligheter.
Franciska Clausen intresserade sig redan på 1920-talet för modernismen som växte fram i Europa och hon ses som en pionjär i Danmark, vad gäller abstrakt måleri. Hon kom att tillhöra kretsen kring den franske målaren Fernand Léger och under slutet av 1920-talet var hon även elev till konstnären Piet Mondrian. Under stora delar av sitt liv försörjde hon sig som porträttmålare.
År 1966 erhöll Fransiska Clausen stipendiet Tagea Brandt Rejselegat och 1993 förärades hon att porträtteras på ett danskt frimärke. Hon fick Thorvaldsenmedaljen 1977.
Trapholt Kunstmuseum i Kolding är innehavare av en större samling med över 800 av hennes verk.
År 2020 visades ett urval av hennes verk på Mjellby konstmuseum i Halmstad.